# نوکیا ۶۶۸۰
نوکیا ۶۶۸۰ (به انگلیسی: Nokia 6680) یک گوشی هوشمند پیشرفته ۳جی است که سیستم عامل سیمبیان را اجرا می‌کند و رابط کاربری سری ۶۰ نسخه دوم دارد. این گوشی در ۱۴ فوریهٔ ۲۰۰۵ معرفی و در ماه بعد به بازار عرضه شد. ۶۶۸۰ اولین دستگاه نوکیا با دوربین جلو بود و به‌طور خاص برای تماس تصویری به بازار عرضه شد. همچنین اولین گوشی نوکیا با فلاش دوربین بود. این گوشی به قیمت ۵۰۰ یورو به فروش رسید.

## گوشی‌های مرتبط
- نوکیا ان۷۰

### صفحه‌های محصول
- صفحهٔ رسمی محصول نوکیا ۶۶۸۰
- نوکیا ۶۶۸۱
- نوکیا ۶۶۸۲
- Rui Carmo's 6680 first impressions
- OCW's 6680 review
- 6680 review and specifications roundup
- Texas Instruments OMAP 1710
- Texas Instruments OMAP 1710

### مشخصات انجمن نوکیا
- نوکیا ۶۶۸۱ بایگانی‌شده  در ۸ فوریه ۲۰۰۹ توسط Wayback Machine
- نوکیا ۶۶۸۲ بایگانی‌شده  در ۲۰۰۹-۰۲-۰۳ توسط Wayback Machine
- نوکیا ۶۶۸۰